# Rajd Chorwacji 2013
Rezultaty Rajdu Chorwacji (40. Croatia Rally 2013), eliminacji Rajdowych Mistrzostw Europy w 2013 roku, który odbył się w dniach 26 września - 28 września. Była to dziesiąta runda czempionatu w tamtym roku, odbywająca się na nawierzchni asfaltowej, a także szósta w mistrzostwach Chorwacji, czwarta w mistrzostwach Serbii i piąta w mistrzostwach Słowenii. Bazą rajdu było miasto Rijeka. Zwycięzcami rajdu została czeska załoga Jan Kopecký i Pavel Dresler jadący samochodem Škoda Fabia S2000. Wyprzedzili oni Austriaków Andreasa Aignera i Barbarę Watzl w Subaru Imprezie STi R4 i niemiecko-austriacką załogę Hermanna Gassnera juniora i Ursulę Mayrhofer-Baumschlager w Mitsubishi Lancerze Evo X R4.
Rajdu nie ukończyło 58 załóg. Na 3. odcinku specjalnym wycofał się Francuz Germain Bonnefis w Renault Mégane RS, który miał wypadek. Na 5. oesie wycofał się Czech Robert Kořístka, który uszkodził zwieszenie. Z kolei na 8. oesie wypadek miał Chorwat Juraj Šebalj w Škodzie Fabii S2000.

## Klasyfikacja ostateczna
| Miejsce                                 | Zawodnik                 | Pilot                         | Samochód                   | Czas                     | Strata                   | Punkty                   |
| ERC (punktowane pozycje)                | ERC (punktowane pozycje) | ERC (punktowane pozycje)      | ERC (punktowane pozycje)   | ERC (punktowane pozycje) | ERC (punktowane pozycje) | ERC (punktowane pozycje) |
| --------------------------------------- | ------------------------ | ----------------------------- | -------------------------- | ------------------------ | ------------------------ | ------------------------ |
| 1.                                      | Jan Kopecký              | Pavel Dresler                 | Škoda Fabia S2000          | 2:15:23.0                |                          | 39                       |
| 2.                                      | Andreas Aigner           | Barbara Watzl                 | Subaru Impreza STi R4      | 2:25:06.6                | +1:55.6                  | 29                       |
| 3.                                      | Hermann Gassner Jr.      | Ursula Mayrhofer-Baumschlager | Mitsubishi Lancer Evo X R4 | 2:25:20.8                | +2:09.8                  | 24                       |
| 4.                                      | Pieter Tsjoen            | Bernd Casier                  | Škoda Fabia S2000          | 2:26:05.3                | +2:54.3                  | 22                       |
| 5.                                      | Henk Lategan             | Barry White                   | Škoda Fabia S2000          | 2:27:15.6                | +4:04.6                  | 15                       |
| 6.                                      | András Hadik             | Krisztián Kertész             | Subaru Impreza STi R4      | 2:30:00.0                | +6:49.0                  | 10                       |
| 7.                                      | Aleks Humar              | Florjan Rus                   | Renault Clio R3            | 2:30:10.5                | +6:59.5                  | 8                        |
| 8.                                      | Daniel Šaškin            | Damir Bruner                  | Ford Fiesta RRC            | 2:31:09.8                | +7:58.8                  | 4                        |
| 9.                                      | Jani Trček               | Viljem Ošlaj                  | Mitsubishi Lancer Evo IX   | 2:33:03.3                | +9:52.3                  | 2                        |
| 10.                                     | Zoltán Bessenyey         | Julianna Nyírfás              | Honda Civic Type-R R3      | 2:33:17.5                | +10:06.5                 | 1                        |
| Mistrzostwa Chorwacji (pierwsza trójka) |                          |                               |                            |                          |                          |                          |
| 1. (NU)                                 | Juraj Šebalj             | Toni Klinc                    | Škoda Fabia S2000          | 1:14:00.5                |                          | 25                       |
| 2. (7.)                                 | Aleks Humar              | Florjan Rus                   | Renault Clio R3            | 1:14:55.9                | +55.4                    | 18                       |
| 3. (8.)                                 | Daniel Šaškin            | Damir Bruner                  | Ford Fiesta RRC            | 1:15:41.8                | +1:41.3                  | 15                       |
| Mistrzostwa Serbii (pierwsza trójka)    |                          |                               |                            |                          |                          |                          |
| 1. (24.)                                | Vladica Rabrenović       | Radmil Radivojević            | Renault Clio               | 1:19:47.5                |                          |                          |
| 2. (NU)                                 | Aleksandar Dimitrijevič  | Milan Misailović              | Zastava Yugo Koral         | 1:25:02.2                | +5:14.7                  |                          |
| 3. (NU)                                 | Nenad Vicentić           | Branislav Pijević             | Renault Clio               | 1:26:57.9                | +7:10.4                  |                          |
| Mistrzostwa Słowenii (pierwsza trójka)  |                          |                               |                            |                          |                          |                          |
| 1. (7.)                                 | Aleks Humar              | Florjan Rus                   | Renault Clio R3            | 2:30:10.5                |                          |                          |
| 2. (9.)                                 | Jani Trček               | Viljem Ošlaj                  | Mitsubishi Lancer Evo IX   | 2:33:03.3                | +2:52.8                  |                          |
| 3. (11.)                                | Asja Zupanc              | Blanka Kacin                  | Mitsubishi Lancer Evo IX   | 2:33:23.2                | +3:12.7                  |                          |

## Zwycięzcy odcinków specjalnych
| Dzień      | Odcinek | G. rozp. | Nazwa      | Długość  | Zwycięzca                                                    | Czas    | Lider rajdu                |
| ---------- | ------- | -------- | ---------- | -------- | ------------------------------------------------------------ | ------- | -------------------------- |
| 1 (26 WRZ) | SS1     | 18:17    | Poreč 1    | 1.70 km  | Juraj Šebalj                                                 | 1:38.4  | Juraj Šebalj               |
| 2 (27 WRZ) | SS2     | 10:19    | Boljun 1   | 14.97 km | Andreas Aigner                                               | 10:13.9 | Andreas Aigner             |
| 2 (27 WRZ) | SS3     | 10:52    | Učka 1     | 13.66 km | Andreas Aigner                                               | 9:29.8  | Andreas Aigner             |
| 2 (27 WRZ) | SS4     | 12:15    | Brest 1    | 29.86 km | Jan Kopecký                                                  | 16:20.8 | Andreas Aigner             |
| 2 (27 WRZ) | SS5     | 15:33    | Boljun 2   | 14.97 km | Jan Kopecký                                                  | 9:02.4  | Andreas Aigner Jan Kopecký |
| 2 (27 WRZ) | SS6     | 16:06    | Učka 2     | 13.66 km | Jan Kopecký                                                  | 8:34.0  | Jan Kopecký                |
| 2 (27 WRZ) | SS7     | 17:29    | Brest 2    | 29.86 km | Jan Kopecký                                                  | 15:41.2 | Jan Kopecký                |
| 3 (27 WRZ) | SS8     | 09:59    | Butoniga 1 | 14.97 km | Jan Kopecký Pieter Tsjoen Andreas Aigner Hermann Gassner Jr. | 9:24.0  | Jan Kopecký                |
| 3 (27 WRZ) | SS9     | 10:22    | Buzet 1    | 18.52 km | Jan Kopecký                                                  | 8:25.6  | Jan Kopecký                |
| 3 (27 WRZ) | SS10    | 10:55    | Salteria 1 | 29.88 km | Pieter Tsjoen                                                | 16:59.7 | Jan Kopecký                |
| 3 (27 WRZ) | SS11    | 13:23    | Butoniga 2 | 14.97 km | Jan Kopecký                                                  | 9:11.9  | Jan Kopecký                |
| 3 (27 WRZ) | SS12    | 13:46    | Buzet 2    | 14.52 km | Jan Kopecký                                                  | 8:44.0  | Jan Kopecký                |
| 3 (27 WRZ) | SS13    | 14:19    | Salteria 2 | 29.88 km | Jan Kopecký                                                  | 16:58.2 | Jan Kopecký                |
| 3 (27 WRZ) | SS14    | 16:30    | Poreč 2    | 1.70 km  | Pieter Tsjoen                                                | 1:38.7  | Jan Kopecký                |